# Зак Галифианакис
Закари Найт „Зак“ Галифанакис (на английски: Zachary Knight 'Zach' Galifianakis; роден на 1 октомври 1969 г.) е американски актьор. Става известен с ролите си в трилогията „Ергенският запой“ и филма „Път с предимство“, режисирани от Тод Филипс.

## Частична филмография
- 2001 – „Корки Романо“ (Corky Romano)
- 2001 – „Студ“ (Out Cold)
- 2001 – „Фатални жени“ (Heartbreakers)
- 2003 – 2005 – „Ясновидката Тру“ (Tru Calling)
- 2007 – „Сред дивата природа“ (Into the Wild)
- 2008 – „Да си остане във Вегас“ (What Happens in Vegas)
- 2009 – „Бунт на младостта“ (Youth in Revolt)
- 2009 – „Високо в небето“ (Up in the Air)
- 2009 – „Ергенският запой“ (The Hangover)
- 2009 – „G-Force: Специален отряд“ (G-Force)
- 2010 – „Вечеря за идиоти“ (Dinner for Schmucks)
- 2010 – „Всъщност е забавна история“ (It's Kind of a Funny Story)
- 2010 – „Операция: Край на играта“ (Operation Endgame)
- 2010 – „Път с предимство“ (Due Date)
- 2011 – „Ергенският запой: Част II“ (The Hangover Part II)
- 2011 – „Котаракът в чизми“ (Puss in Boots)
- 2011 – „Мъпетите“ (The Muppets)
- 2012 – „Кампанията“ (The Campaign)
- 2013 – „Ергенският запой: Част III“ (The Hangover Part III)
- 2013 – „Тук ли си?“ (Are You Here)
- 2014 – „Бърдмен“ (Birdman)
- 2016 – „Баш обирджии“ (Masterminds)
- 2016 – „Семейство Джоунс“ (Keeping Up With the Joneses)
- 2017 – „LEGO ФИЛМЪТ: БАТМАН“ (The Lego Batman Movie)